# Luciano Spalletti
Luciano Spalletti (Certaldo, 7 de março de 1959), é um treinador italiano de futebol. Atualmente está sem clube.

## Futebolista
Inicia com uma discreta carreira de futebolista, na qual joga em séries de acesso e chega em seu auge na Serie C, defendendo Empoli e Spezia, time do qual se tornou capitão e jogador-símbolo.

## Treinador
Em 1993, estreou como treinador na Serie C1 na comissão técnica do Empoli, e em apenas 4 anos, chega à Serie A. Seguem as experiências em 1998 pela Sampdoria, onde é demitido e recontratado, em 1999 pelo Venezia, em 2000 pela Udinese e em 2001, pela Ancona.
Em 2002, retorna à Údine e em 2005 conquista o 4º lugar na Serie A, que garante a qualificação da equipe para a Liga dos Campeões da UEFA. No verão do ano, é contratado pela Roma, que busca um treinador para tirá-la de sua situação pré-falimentar. Nas primeiras rodadas, o time não mostra bons resultados, muito por causa do bloqueio do mercado de verão (causado pelos problemas na aquisição do defensor Mexès do Auxerre. Mas a partir de dezembro, depois da partida de Antonio Cassano para o Real Madrid, a equipe inicia um ciclo de vitórias que estabelece um novo record na Serie A, de 11 partidas consecutivas com vitórias, consumada no dérbi contra a Lazio. Ao fim da temporada, a formação do técnico toscano fica em quinto lugar, atrás de Juventus, Milan, Inter e Fiorentina, mas após os julgamentos do calciopoli, herda o segundo lugar, permitindo a Spalletti comandar pela primeira vez uma equipe pela Liga dos Campeões.
Em 1 de setembro de 2009, pediu demissão da A.S. Roma, e foi substituído por Claudio Ranieri.
No mesmo ano, assumiu o Zenit, da Rússia, onde permaneceu até março de 2014.
Em 14 de janeiro de 2016, volta a treinar a Roma depois da equipa italiana ter despedido Rudi Garcia.
Em 9 de junho de 2017, foi anunciado como novo treinador da Internazionale.
No dia 29 de maio de 2021, foi anunciado como novo treinador do Napoli. Conduziu o clube à histórica conquista do Campeonato Italiano de 2022–23, depois de 33 anos. Mesmo após a conquista, Spalletti decidiu deixar o clube, com o Presidente do Napoli, Aurelio De Laurentiis, confirmando no dia 29 de maio de 2023 que o treinador deixaria o clube ao fim da temporada.
No dia 18 de agosto de 2023, foi anunciado como novo treinador da Seleção Italiana, chegando para substituir Roberto Mancini.
No dia 8 de Junho de 2025 foi anunciado que o Spalletti que não é mais treinador da seleção Italiana.

## Títulos
Roma
- Copa da Itália: 2006–07 e 2007–08
- Supercopa da Itália: 2007

Zenit São Petersburgo
- Campeonato Russo: 2010 e 2011–12
- Copa da Rússia: 2009–10
- Supercopa da Rússia: 2011

Napoli
- Serie A: 2022–23